# Kaj Gustafsson
Kaj-Olof Gustafsson (Helsinki, 24 dicembre 1928 – Mäntsälä, 5 agosto 2017) è stato un cestista finlandese.

## Carriera
Con la Finlandia ha disputato due edizioni dei Campionati europei (1951, 1953).